# Milan Hulsing
Milan Hulsing (Amsterdam, 14 juli 1973) is een Nederlandse striptekenaar, illustrator, animator, grafisch ontwerper en schrijver. Als animator werkte hij onder anderen met Sylvia Kristel aan haar korte film Topor et Moi en regisseerde en animeerde hij Magic Show. Zijn bekendste strip is Stad van Klei.

## Biografie
Milan Hulsing studeerde in 1994 af aan de Willem de Kooning Academie met een strip naar een verhaal van Nabokov. Vervolgens studeerde hij film- en theaterwetenschappen. Zijn eerste strips verschenen medio jaren negentig in de underground comic The Fridge (een eigen beheeruitgave met medestudenten Michiel de Jong, Chris Berg en Luuk Bode) en in het stripblad Incognito. In 1999 werkte Hulsing mee aan Comix 2000 en in 2000 aan de door Hanco Kolk en Peter de Wit uitgegeven zwart-witte Pincet Reeks. Dat resulteerde in het bekroonde Ode aan Wilhelm, op zijn scenario getekend door Michiel de Jong, en zijn eigen debuut De grote man. In 2004 verscheen Wat Fred Niet Wist. Enkele van de acht verhalen in deze bekroonde bundel waren in kleur. Sommige verschenen eerder in Zone 5300, waarin hij nog steeds regelmatig publiceert.
Zijn strips en illustraties verschenen ook in de VPRO Gids, Hollands Maandblad, Academische Boekengids, Schokkend Nieuws en op lp-hoezen (die hij soms ook ontwerpt). In 2011 illustreerde hij de rubriek 10 Dingen Die Ik Geleerd Heb Van voor de Nederlandse Mad. Het Algemeen Dagblad publiceerde in 2006 het eerste Lana Planck verhaal, een klassieke avonturenstrip getekend door Michiel de Jong op tekst van Hulsing. Het resultaat, Operatie Hanuman, werd in 2008 bekroond als beste album van het jaar.

### Invloeden
Als student was Hulsing fan van Charles Burns, Daniel Clowes en Jacques Tardi - wat nog doorwerkt in Wat Fred Niet Wist. Het verhaal 'Wat Fred Niet Wist' is getekend en geïnkt in de stijl van de door hem bewonderde Michiel de Jong, en de tekenstijl van het verhaal 'De bloedelozen' is gebaseerd op de houtsneden van Frans Masereel. Op stripgebied wordt hij tegenwoordig het meest beïnvloed door Pascal Rabaté, vooral diens Ibicus. Andere inspiratiebronnen zijn grafiek uit het interbellum, Tsjechische animatiefilms en cinema uit de jaren zestig. Onder zijn literaire invloeden zijn Bruno Schulz en Vladimir Nabokov.

### Stijl en techniek
Hulsing werkt zowel in zwart-wit als kleur, wisselt pen en penseel af en maakt zowel tekstloze als tekstrijke strips. Verder wisselt hij regelmatig van stijl.  In een interview verklaarde hij daarover:

'Als ik een verhaal in mijn hoofd heb, vormt zich daar vanzelf een plaatje bij. Ik gebruik ook steeds andere technieken. De ene keer zware schaduwvlakken, dan weer meer klare lijn en dan weer full color.'
— 

Zijn strips worden gekenmerkt door surrealistische elementen en een broeierige sfeer. Hulsing heeft lang geprobeerd strips als films op te bouwen.

### Striproman
Naar eigen zeggen wordt Hulsing als tekenaar heen en weer geslingerd tussen twee ambities: werk van korte en lange adem maken, waarbij de korte baan vaak won. In 2006 verhuisde hij voor vijf jaar naar Cairo, waar zijn vrouw in de Nederlandse ambassade werkte. Omdat hij zijn ervaringen wilde verwerken in een werk van lange adem, maar niet vanuit het perspectief van een outsider, begon hij in 2008 aan een bewerking van Al-Khaldiya ('Over de brug') van de Egyptische dissidente schrijver Mohamed el-Bisatie. Deze allegorische novelle, een verhulde kritiek op de corrupte overheid, gaat over een lucratieve zwendel die een ambtenaar tot waanzin drijft.
Hulsing koos de novelle omdat die 'een duidelijk, algemeen beeld van de situatie in Egypte' geeft, maar maakte een vrije bewerking waarin de tegenstellingen minder zwart-wit zijn en het einde anders is. Stad van Klei kan op meerdere manieren geduid worden: als studie van een mentale inzinking, als allegorie en aanklacht tegen het leven in het moderne Egypte of als magisch-realistisch fantasy-verhaal.
De vertelstijl en camerahoeken doen denken aan Duitse expressionistische films uit de jaren twintig, met name Das Cabinet des Dr. Caligari. De tekenstijl is zeer los: digitaal bewerkte aquarellen in een beperkt palet van donkere aardetinten: saai grijs voor de werkelijkheid, diep roodbruin voor de fantasie van de hoofdpersoon. Daardoor vonden sommige critici personages soms moeilijk uit elkaar te houden en de gezichten te gestileerd, maar volgens andere weet Hulsing 'als geen ander emotie en eigenheid van personages uit te drukken'.
Bij toeval viel de publicatiedatum samen met de Egyptische opstand. Veel Nederlandse en Vlaamse media interviewden Hulsing daardoor als ooggetuige, waarbij zijn striproman inhoudelijk nauwelijks ter sprake kwam. De buitenlandse belangstelling dateert van festival van Angoulême, in januari 2011, voor de opstand begon. In 2011 verscheen een Franse vertaling bij Editions de l'An 2, het fonds van striptheoreticus Thierry Groensteen.

### Recent werk
Hulsings inzending voor de Jan Hanlo Media-Essayprijs 2011, met als thema 'de zintuigen', was net klaar toen hij de revolutie op het Tahrirplein meemaakte. Hij wilde die ervaring toch in zijn bijdrage verwerken en kreeg toestemming van de jury. Het stripessay 'Stille chaos' kreeg een nominatie en werd opgenomen in de bundel Vijf zinnen – tien strips. In april 2015 verscheen Hulsing's stripbewerking van De Aanslag van Harry Mulisch. Hulsing werkt momenteel aan een nieuwe striproman naar eigen scenario.

## Prijzen
- 2004: Stripschappenning, categorie Nederlands literair, voor Wat Fred niet wist
- 2008: Stripschappenning, categorie beste album, voor Operatie Hanuman
- 2009: Audience Award Short Animation, Holland Animation Film Festival, voor Magic Show
- 2011: Nominatie Jan Hanlo Essayprijs, categorie Media
- 2016: Stripschappenning, categorie beste album, voor De Aanslag

## Tentoonstellingen
- 2003: groepsexpositie Gekken ontdekken verf in het VBKD, Dordrecht (28 juni-20 juli)
- 2004: groepsexpositie Soulfingers tijdens de Stripdagen Haarlem in de Vishal (30 mei-27 juni). Samengesteld door Harm van Ee, over de relatie tussen muziek en strip, met werk van Erik Kriek, Def P, Peter Pontiac, Roel Smit, Typex, Remi Tjon Ajong en Joost Swarte.
- 2007: groepsexpositie Ars Macabra Holandica in ABC Treehouse, Amsterdam (29 maart-29 april). Samengesteld door Erik Kriek, met stripachtig grafisch werk uit de fantastische hoek.
- 2010-11: groepsexpositie Mooi is dat! in de OBA (13 november 2010-16 januari 2011), Centrale Bibliotheek Groningen (4-22 februari 2011), Centrale Bibliotheek Den Haag (12 juli-12 september 2011) en Centrale Bibliotheek Rotterdam (november-december 2011). Diverse selecties werden geëxposeerd in het Ministerie van OCW (februari-april 2011), op de Dag van de Literatuur in de Rotterdamse Doelen (17 maart 2011), in De Drvkkerij in Middelburg (tijdens de Boekenweek, 17-27 maart 2011) en op de Beijing International Book Fair (29 augustus-4 september 2011)
- 2011: groepsexpositie op het 7e Magyar Képregényfesztivál in Boedapest (30 april)
- 2012: solo-expositie Stad van klei in Horizontaalverticaal op de 11de editie van de Stripdagen Haarlem (1-3 juni)
- 2012: groepsexpositie Peccato! in Palazzo Ducale op Lucca comics and games festival. Lucca, Italy. (1-4 november)
- 2012: groepsexpositie Γαλλικες εκδοσεις L'Association Athens International Comics Festival. Athene, Griekenland. (2-11 november)
- 2015: solo-expositie De Aanslag in Bijzondere Collecties. Amsterdam, Nederland. (24 april - 6 mei)
- 2020-21: groepsexpositie De stad spreekt in het Marc Sleen Museum. Brussel, België. Samengesteld door Johan Stuyck.
- 2022: Dubbelexpositie met Guido van Driel Schaduw over Holland tijdens de stripdagen Haarlem in Galerie Gemund, Haarlem. (6-12 juni)
- 2023: Solo-expositie POP Portraits, op de 8ste editie van CairoComix, Mahmoud Mokhtar Museum, Cairo Egypte (3-5 nov)
- 2024: Solo-expositie 33 Portretten, Paradiso gevelexposities (solo), Amsterdam (9-30 mei)
- 2025: Solo-expositie Voetsporen, overzichtsexpositie in 38CC, Delft (11 januari tot 9 februari)
- 2025: Solo-expositie Goods Carrier, muziek gerelateerde expositie in Bar Bario, Amsterdam (6-26 maart)

## Publicaties
- The Fridge (underground comics, 1994)
- Incognito 6, 10 (respectievelijk 'Trauma', bijlage 'Nabokov's Wolk, Burcht, Meer', 1996)
- Hollands Maandblad (getekend reisverslag India, 1998)
- Lapin 25 (Frans, 'Museum of Archeology', eerder verschenen als 'Daisy Gaat Uit Dansen', 1999)
- Zone 5300 (korte strips, soms met Michiel de Jong, onder andere 'De Verzamelaar Verzameld', en de rubriek 'Fool's Gold', 2002-heden)
- Schokkend Nieuws (vaste tekenaar, 2003-heden)
- Amsterdam Weekly 52, 100 (stripspecials, 2005-6)
- Algemeen Dagblad (stripserie, Operatie Hanuman, 15 juni-26 september 2006)
- De Academische Boekengids (cartoons en illustraties, 2007-heden)
- Eisner 1 (voorpublicatie Stad van Klei, 2008)

### Teamwerk
- De Jong, Michiel, en Milan Hulsing: Ode aan Wilhelm. Amsterdam: De Plaatjesmaker, 2000. Paperback, 24 p. Pincetreeks, dl. 14. Geen ISBN.
- De Jong, Michiel, en Milan Hulsing: Operatie Hanuman. Amsterdam: Oog & Blik, 2008. Gebonden, 46 p. Reeks: Lana Planck, dl. 1. ISBN 978-90-5492-241-4.

### Bijdragen
- Comix 2000. Parijs: L'Association, 1999. Gebonden, 2.048 p. ISBN 2-84414-022-X. Korte, tekstloze, titelloze strips van ruim 300 stripmakers uit 28 landen.
- Pos, Gert Jan (red.): Mooi is dat! ('Horror', p. 75). Amsterdam: De Vliegende Hollander, 2010. Gebonden, 128 p. ISBN 978-9049501570.
- Pos, Gert Jan (red.): Vijf zinnen – tien strips ('Stille chaos', p. 69-75). Amsterdam: Fonds BKVB, 2011. Paperback, 88 p. Geen ISBN. De 10 genomineerde stripessays voor de Jan Hanlo Media-essayprijs 2011, niet in de handel.
- X was hier ('Rede van Texel'). Amsterdam: Nationaal Historisch Museum, 2011. Virtueel verzamelproject van historische plekken.
- Pos, Gert Jan, en Willem Thijssen (red.): Filmfanfare ('De minder gelukkige terugkeer van Joszef Katús naar het land van Rembrandt'). Amsterdam: Oog & Blik|De Bezige Bij, 2012. Gebonden, 112 p. ISBN 978-9054923480.

### Vertalingen
- Cité d'argile. Parijs: Actes Sud, 2011. Reeks: L'an 2. Paperback, 136 p. ISBN 978-2742797585
- Ciudad de barro. Madrid: Sins Entido, 2012. Paperback, 140 p. ISBN 978-8496722057
- El-Khaldiya. Cairo: Nool Books, 2019. Paperback, 136 p. ISBN 978-2902064038
- L'Attentat.  Parijs: Boite a Bulles, 2020. Hardcover, 176 p. ISBN 978-2849533116
- The Smuggler. Cairo: Nool Books, 2022. Paperback, 180 p. ISBN 978-2902064205

### Werk in opdracht
- Black to the Future (artwork, comic). Amsterdam: De Balie/Paradiso, 2003. Promotieboekje voor hiphop/poetry-festival Double Talk.
- Vandewoestijne, Johan: Lucker the Necrophagous (artwork) . Romulus: Synapse Films, 1986 (dvd).
- Waking up Scheherazade: Arabian Psych Nuggets (artwork, design). Breda: Grey Past Records, 2008. Compilatie-lp, oriëntaalse rock en funk.
- Raks Raks Raks: 17 Golden Garage Psych Nuggets From The Iranian 60s Scene (artwork, design). Londen: Honest Jons Records, 2009.
- Waking up Scheherazade vol. 2: 60s and 70s Cross-over Rock from North African Countries and the Middle East (artwork, design). Breda: Grey Past Records, 2010.
- Reeves, Hubert: Het universum uitgelegd aan mijn kleinkinderen (omslagillustratie). Amsterdam: Thomas Rap, 2011. Gebonden, 144 p. ISBN 978-9400403512.

## Films
- Topor et Moi (speciale animaties, effecten en achtergronden). Regie Sylvia Kristel. Amsterdam: Cineventura, 2004.
- Nou, dat was het dan! (speciale animaties, titel sequentie). Regie Dick Rijneke. Rotterdam Films, 2005.
- Magic Show (animatie en regie). Amsterdam: Cineventura, 2009. Voorfilm in Nederlandse bioscopen bij Let the Right One In.